# Joachim Marcinek
Joachim Marcinek (* 1. Oktober 1931 in Schwirz, Provinz Niederschlesien; † 22. Januar 2019) war ein deutscher Geograph und Professor für Landeskunde Deutschlands.
Joachim Marcinek erlangte internationale Bekanntheit durch seine herausragende Rolle auf dem Gebiet der Eiszeitforschung sowie als Autor von Lehrbüchern und populärwissenschaftlicher Literatur zur Geomorphologie, Hydrologie, Raumplanung, Landeskunde und Wissenschaftsgeschichte.
Joachim Marcinek wirkte seit 1956 ununterbrochen am Geographischen Institut (früher Sektion Geographie) der Humboldt-Universität zu Berlin. Als Schüler von Fritz Haefke wurde er 1960 promoviert und habilitierte sich 1964. Parallel dazu lehrte er als Assistent, Oberassistent und Dozent in der Abteilung Physische Geographie. Gleichzeitig sorgte er als Urania-Referent für die populärwissenschaftliche Verbreitung von geographischem Fachwissen.
Nach der Wiedervereinigung Deutschlands wählte ihn die Berliner Geographie 1990 zum Gründungsdekan des wiedereröffneten Traditionsinstitutes von Albrecht Penck und Ferdinand von Richthofen. In dieser Funktion nahm Joachim Marcinek bis 1995 entscheidenden Einfluss auf die Neuausrichtung der Berliner Geographie. Nach seiner Emeritierung 1996 war er weiterhin in der Lehre an der Humboldt-Universität zu Berlin aktiv, nahm Prüfungen ab und wirkte als Gutachter für Promotionen. Er widmete sich zudem vor allem der Herausgabe von regionalgeographischer und landeskundlicher Literatur sowie dem Wissenstransfer in die gewässerökologische Praxis. Hier begleitete er das von seinem Schüler Olaf Mietz gegründete Institut für Angewandte Gewässerökologie GmbH in Seddin (bei Potsdam) als Vorstandsmitglied in zahlreichen wissenschaftlichen Projekten. Dessen Unternehmensbereiche „Angewandte Forschung“ und „Gewässerökologische Dienstleistungen“ befassen sich hauptsächlich mit Problemen der Ökologie von Seen und Fließgewässern sowie angrenzender Fachgebiete.

## Werke
- mit B. Nitz: Das Tiefland der Deutschen Demokratischen Republik – Leitlinien seiner Oberflächengestaltung. Gotha 1973, S. 1–288.
- J. Marcinek: Versuch einer Gliederung der DDR auf morphogenetischer Grundlage. In: Petermanns Geogr. Mitt. 119 (1975), S. 209–213.
- Die Erde im Eiszeitalter. 1977.
- Das Wasser des Festlandes. Gotha 1978, S. 1–198.
- Droht eine nächste Kaltzeit? Akzent-Reihe Band 57. Leipzig 1982.
- Gletscher der Erde. Leipzig 1984, S. 1–214.
- mit H. Liedtke (Hrsg.): Physische Geographie Deutschlands. Gotha 1994, S. 1–559.
- mit W. Sadler und L. Zaumseil: Von Berlin in die Mark Brandenburg. 1995, ISBN 3-623-00656-4.
- mit E. Rosenkranz: Das Wasser der Erde: Eine geographische Meeres- und Gewässerkunde. Klett, 1996, ISBN 3-623-00836-2.
- mit Otfried Baume: Gletscher und Landschaften des Elbrusgebietes. In: Petermanns Geograph. Mitt. Ergänzungsheft 288. Gotha 1998, ISBN 3-623-00759-5.